# Kali-40
40K là một đồng vị phóng xạ của kali có chu kỳ bán rã rất dài lên đến 1,251 tỉ năm. Nó chiếm 0,012% (120 ppm) tổng lượng kali được tìm thấy trong tự nhiên.
K-40 là một ví dụ hiếm gặp về đồng vị trải qua tất cả ba lần phân rã beta. Khoảng 89,28% thời gian, nó phân rã thành calci-40 (40Ca) phát ra hạt beta (β−, electron) với năng lượng tối đa đạt 1,33 MeV và một antineutrino. Khoảng 10,72% thời gian nó phân rã thành argon-40 (40Ar) bằng cácg bắt electron tỏa ra 1.460 MeV tia gamma. và một neutrino. Phân rã phóng xạ của đồng vị đặc biệt này giải thích sự thật rằng argon là khí hiếm rẻ nhất luôn có sẵn. Rất hiếm (0,001% thời gian) nó phân rã thành 40Ar bằng cách phát ra positron (β+) và neutrino.

## Định tuổi bằng K/Ar

Cơ chế phân rã

K-40 đặc biệt quan trọng trong việc xác định tuổi K–Ar. Argon là khí không có nguồn gốc từ việc kết hợp với các nguyên tố khác. Vì vật, khi một khoáng vật hình thành - từ đá nóng chảy, hoặc vật chất hòa tan trong nước- ban đầu nó sẽ không có argon, thậm chí nếu có một ít argon ở dạng lỏng. Tuy nhiên, nếu khoáng vật chứa bất kỳ lượng kali nào, sau đó sự phân rã của đồng vị 40K sẽ tạo ra argon-40 mới hoàn toàn, nó sẽ được giữ bên trong khoáng vật. Vì tốc độc chuyển biến này biết được, nó có thể dùng để xác định thời gian khoáng vật hình thành bằng cách đo đạc tỉ lệ các nguyên tử 40K và 40Ar chứa trong nó.
Argon được tìm thấy trong khí quyển của trái đất là 99,6% 40Ar; trong khi đó trong Mặt trời – và có thể trong các vật liệu nguyên thủy ngưng tụ thành các hành tinh- chủ yếu là 36Ar, có ít hơn 15% of 38Ar. Sau đó hầu hết argon có nguồn gốc phân rã từ K-40, cuối cùng là thoát vào khí quyển.

## Đóng góp vào phóng xạ tự nhiên

Tiến hóa của nguồn nhiệt trái đất theo thời gian: đóng góp từ ^{40}K (màu đỏ).

Phân rã phóng xạ của 40K trong manti trái đất xếp hạng thứ 3, sau 232Th và 238U, là nguồn nhiệt phóng xạ.
40K là nguồn phóng xạ tự nhiên lớn trong động vật kể cả con người. Một người nặng 70 kg chứa khoảng 160 gram kali, trong đó có khoảng 0,000117 × 160 = 0,0187 gram 40K; phân rã của nó tạo ra khoảng 4.900 phân rã mỗi giây (becquerel) liên tục trong suốt đời người. Mặc dù độ phóng xạ của kali 40 được tích hợp vào cơ thể con người, trong thực phẩm là khoảng 50 Bq mỗi ngày, trong một cuộc sống bình thường kể từ khi tích lũy trong cơ thể đã đạt đến mức cân bằng, kali dư thừa trong cơ thể con người được thải ra tương đương với số được tích lũy hiện tại.